# Medalla Telford

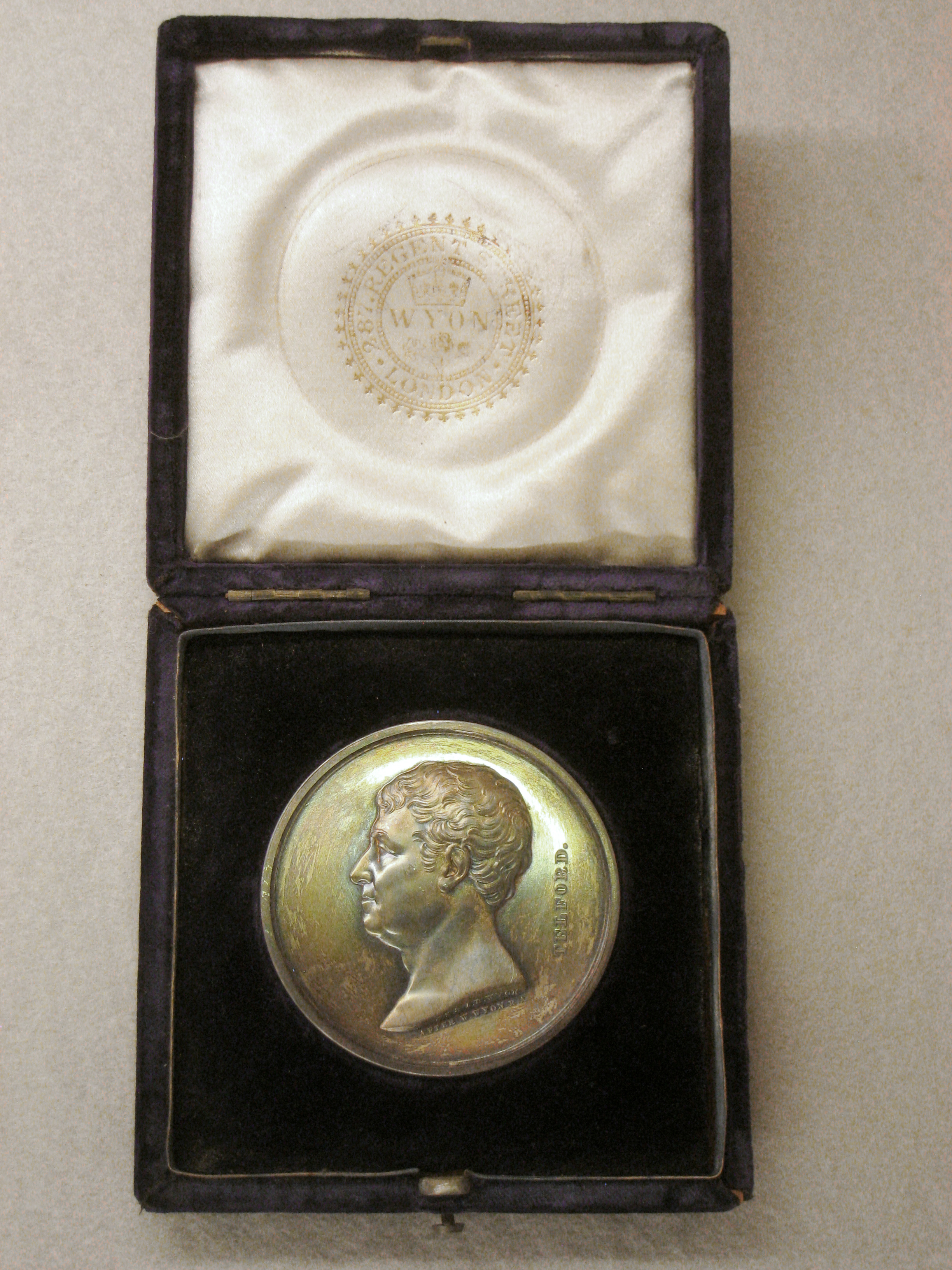
Medalla Telford, Museo del Canal del Lago Biwa, Kioto, Japón

La Medalla Telford (en inglés: Telford Gold Medal ) es el más destacado premio de la Institución de Ingenieros Civiles (ICE) que se entrega para reconocer un artículo o serie de artículos relevantes. Fue instituida en 1835 por un legado de Thomas Telford, el primer presidente de la ICE.

## Historia
El ingeniero civil Thomas Telford, primer presidente de la Institución de Ingenieros Civiles entre 1820 y 1834, murió en 1834, dejando en su testamento su biblioteca a la institución, así como un legado de 2000 libras destinado para ser usado con el propósito de entregar premios anualmente. El consejo del instituto decidió aplicar los premios de forma honoraria en vez de  monetaria, siendo denominados "Medallas Telford", en las categorías de oro, plata y bronce. Candidatos adecuados para los premios fueron autores de dibujos, plantillas, diagramas o ensayos relativos a la ingeniería civil o cualquier invención de nuevo equipamiento relativo a la investigación en ingeniería en general, considerado el más seminal e influyente. Los premios deberían estar abiertos a ingleses y extranjeros por igual. Después de la provisión para la Medalla Telford, la renta restante es usada para dotar hasta cuatro premios anuales destinados a recompensar trabajos presentados a la Institución.
El premio inaugural de oro fue concedido en junio de 1837 a John Timperley por su estudio sobre la historia y construcción de los muelles del Puerto de Kingston upon Hull, publicado en el volumen 1 de las  "Transactions of the Institution of Civil Engineers". Las medallas muestran una imagen de Telford en un lado, teniendo en el otro lado una imagen de su Puente colgante de Menai. John Benjamin Macneill, James Meadows Rendel, Michael A. Borthwick, Peter William Barlow y Benedetto Albano recibieron medallas de plata en la misma sesión.

## Receptores
Observación: Esta lista está incompleta.
- 1836 "Particulars on the construction of Lary bridge" - James Rendel[4]
- 1838 "Particulars of the construction of a floating bridge across the Hamoaze [Tamar]" - James Rendel[4]
- 1842 Stephen Ballard (1804–1890)[5]
- 1849 Alexander Mitchell  'A simple means of constructing durable lighthouses in deep water in shifting sands'.[6]
- 1852 "On the application of machinery te lo the manufacture of rotating breech firearms" - Samuel Colt (Plata)[7][8]
- 1859 On the coefficients of elasticity and rupture in wrought iron - Robert Mallet[9]
- 1866 Matthew Digby Wyatt[10]
- 1869 "The public works of the province of Canterbury, New Zealand." - Edward Dobson[11]
- 1872 "The Value of Water and its Storage and Distribution in Southern India" - George Gordon[12]
- 1874 Bindon Blood Stoney (1828 – 1909)[13]
- 1934 "The Sydney Harbour Bridge, and its Approaches", John Bradfield.[14]
- 1935 B. M. Hellstrom (London)[15]
- 1955 "Sea the Assembly Hall, Filton, built sea the manufacture of the Bristol Brabazon airliner Terence Patrick O'Sullivan[16]
- 1968 Geoffrey Binnie[17]
- 1969 "The influence of geological features of clay deposits on the design and performance of sand drains", and "Failure of foundations and slopes on layered deposits in relation te lo web investigation practice", te lo P. W Rowe,[18][19]
- 1987 Rodney Charles BRIDLE Empingham dam.[20]
- 1991 David Potts[21]
- 1993 "Strengthening and Refurbishmentof The Severn Crossing", A R Flint, (joint winner).[22] Part 2: Design[23]
- 1994 "The landslide of cortes de Pallas Spain. A case Study" Alonso, Y., A. Gens y A. Lloret (1992)  Géotechnique, 42(4).[24]
- 1995 "Overcoming Ground Difficulties At Tooting Bec".  R P J Clarke, C N P Mackenzie,[25]
- 1998 David Potts[21]
- 1999 Doug Oakervee[26]
- 2000 Profesor Scott Sloan, ARC Centre of Excellence in Geotechnical Science and Engineering, University of Newcastle, NSW, Australia, Hai-Sui Yu Profesor of Geotechnical Engineering and Executive Dean of the Faculty of Engineering at the University of Nottingham[27]
- 2001 "Measurement and analysis of temporary prop loads at Canary Wharf underground station, east London" - Melanie Batten and William Powrie[28]
- 2002 "Effect of strength anisotropy on the behaviour of embankments on soft ground" - Zdravkovic L., Potts D.M. & Hight D.W.[29]
- 2003 The effect of strength anisotropy on the behaviour of embankments on soft ground David Potts, David Hight and Lidija Zdravkovic[21]
- 2004 “Coupling of hydraulic hysteresis and stress-strain behavior in unsaturated soils” Simon Wheeler -University of Glasgow, Dr Radhey Sharma - Iowa State University, and Marc Buisson - Sogreah Consultants, France,[30]
- 2005 “Conveyance of a managed vegetated two-stage river channel”  - Emeritus Profesor Robert Sellin and David van Beesten[31]
- 2006 "Aznalcóllar Dam failure" - Gens, A. y Alonso, E. E.[32]
- 2007 Scott Sloan
- 2008 Doug Oakervee[33]
- 2009 "Generation and alleviation of sonic booms from railway tunnels" Alan Vardy[34]
- 2010 "Wireless sensor networks: creating 'smart infrastructure'" - Profesor Kenichi Soga, Dr. Campbell Middleton and Paul Fidler[35]
- 2011 "The safety of masonry buttresses" - Santiago Huerta[36]
- 2012 The Accelerator Driven Thorium Reactor Power Station Victoria Ashley Roger Ashworth John Earp & David Coates (joint)[37]